# Smiljan Reljić
Smiljan Reljić (Šibenik, 23. veljače 1958.), hrvatski političar. Bivši ravnatelj Službe za zaštitu ustavnog poretka (SZUP-a, današnje SOA-e), pomoćnik ministra unutarnjih poslova te voditelj Nadzorne službe Ureda za nacionalnu sigurnost (UNS-a). Po struci diplomirani pravnik.

## Životopis
Djed po ocu Josip Reljić Vizzulin doselio je iz Kaštela u drniški kraj gdje se počeo baviti vinarstvom i ugostiteljstvom. Vjerojatno pod utjecajem narodnjaštva je samo prezime Reljić. U Drnišu završio osnovnu školu, u Šibeniku srednju školu, Pravni fakultet u Zagrebu. Od 1985. u Drnišu radi u lokalnom kamenolomu Kalun. Jedan je od prvih članova HDZ-a. U Drnišu je osnovao krajem 1989. HDZ-ovu podružnicu u Drnišu. Na prvim slobodnim i demokratskim izborima u Hrvatskoj uvjerljivo je pobijedio u svome kraju i postao saborski zastupnik u Vijeću općina. U Drnišu je bio tajnik za opću upravu. Godine 1990. izabran je za predsjednika Izvršnog vijeća općine Drniš. Kad je izbila balvan-revolucija, imenovan je predsjednikom drniškog Kriznog štaba. 1. rujna 1991. preselio se u Zagreb na nagovor predsjednika Tuđmana jer je dobio posao u MUP-u kao pomoćnik ministra za javnu sigurnost. Dva tjedna potom Drniš je okupiran. U MUP-u je bio osnivač i šef kriminalističke policije, a od 1992. godine na čelu SZUP-a. Za njegova mandata ističu se dvije akcije, operacija Labrador i akcija Zenit. Bio je jedan od pregovarača na zadnjim pregovorima s pobunjenim Srbima pred kraj rata, s njim su bili Ivić Pašalić, Vesna Škare-Ožbolt, general Stipetić. Uvečer 3. kolovoza vratili su se s neuspješnih pregovora u Ženevi gdje s pobunjenici nisu pristajali na uvjete čak i uz nerazumno širokogrudni plan Z4, na što je predsjednik Tuđman najavio Oluju. Promjenu vlasti 2000. godine je preživio na položaju i ostao je policiji. U jednom od mnogih proživljenih prevrata, u kojima je nekako i on bio i sudionik i osobno ga se diralo, odlučio je da više ne želi raditi taj posao te svojom voljom umirovio se 2002. godine. Nakon odlaska u mirovinu, Reljić se posvetio vinogradarstvu i vinarstvu. Uzgaja pošip na južnim stranama planine Promine. Godine 2015., za svoj pošip Vizzulin na Zavodu za vinarstvo dobio je ocjenu vrhunskoga vina.